# 竹内規彦
竹内 規彦（たけうち のりひこ）は、日本の経営学者。早稲田大学商学学術院教授、経営行動科学学会会長。
組織行動、人材マネジメント、キャリア開発が専門。

## 人物・経歴
1996年関西学院大学社会学部卒業。2000年名古屋大学大学院国際開発研究科博士前期課程修了。2003年名古屋大学大学院国際開発研究科博士後期課程修了、博士（学術）。
日本学術振興会特別研究員を経て、2005年東京理科大学経営学部専任講師。2007年東京理科大学経営学部准教授。2010年青山学院大学経営学部准教授。
2012年早稲田大学商学学術院准教授。2017年早稲田大学商学学術院教授。2021年国立成功大学国際経営管理研究所客員教授。2022年京都大学経営管理研究部・教育部客員教授、経営行動科学学会会長。

## 受賞
国際ビジネス研究学会学会賞（論文の部）、日本労務学会学会賞（研究奨励）、早稲田大学ティーチングアワード（総長賞）他多数。